# Giovanni Mostacchetti
Giovanni Mostacchetti (San Pellegrino Terme, 1947 – 2006) è stato un fondista di corsa in montagna italiano.

## Biografia
Nel 1976 vinse la prima edizione dei campionati italiani di corsa in montagna; fu inoltre più volte campione italiano a staffetta nella medesima disciplina (nove medaglie in totale, due delle quali d'oro, nel 1973 e nel 1976), in squadra spesso con Raimondo Balicco e Mario Varesco, sui compagni di squadra nella Forestale. Fu tra i pionieri della corsa in montagna in Italia, vincendo numerose gare di livello nazionale ed internazionale (6 volte la Scalata allo Zucco, 6 volte la gara a staffetta del Trofeo Vanoni, peraltro in anni tra loro consecutivi, e la Marcia Alpina di Torre Pellice, dove stabilì il record del percorso, rimasto imbattuto fino al 2005 quando la gara smise di essere disputata), senza tuttavia mai riuscire a vestire la maglia della nazionale, in quanto i Mondiali di questa disciplina iniziarono ad essere disputati solamente nella parte conclusiva della sua carriera.

## Campionati nazionali
1973
- Oro ai campionati italiani di corsa in montagna a staffetta

1976
- Oro ai campionati italiani di corsa in montagna
- Oro ai campionati italiani di corsa in montagna a staffetta

1980
- 11º ai campionati italiani di corsa in montagna

## Altre competizioni internazionali
1969
- Oro alla Scalata allo Zucco ( San Pellegrino Terme) - 51'12"[10]

1970
- Oro alla Scalata allo Zucco ( San Pellegrino Terme) - 1h13'37"[10]

1971
- Oro alla Scalata allo Zucco ( San Pellegrino Terme) - 1h14'49"[10]

1972
- Oro al Trofeo Vanoni ( Morbegno), gara a staffetta - 1h37'49"[7] (in squadra con Balicco e Varesco)

1973
- Oro al Trofeo Vanoni ( Morbegno), gara a staffetta - 1h35'50"[7] (in squadra con Balicco e Varesco)
- Oro alla Scalata allo Zucco ( San Pellegrino Terme) - 1h14'02"[10]

1974
- Oro al Trofeo Vanoni ( Morbegno), gara a staffetta - 1h37'19"[7] (in squadra con Balicco e Varesco)
- 10º alla Scalata al Monte Faudo ( Imperia) - 1h47'05"[11]

1975
- Oro al Trofeo Vanoni ( Morbegno), gara a staffetta - 1h37'11"[7] (in squadra con Balicco e Varesco)
- Oro alla Marcia Alpina di Castelluzzo ( Torre Pellice) - 57'41"

1976
- Oro al Trofeo Vanoni ( Morbegno), gara a staffetta - 1h36'10"[7] (in squadra con Balicco e Varesco)
- Oro alla Scalata allo Zucco ( San Pellegrino Terme) - 1h12'22"[10]
- Oro alla Corsa al Monte Musinè - 45'56"[12]

1977
- Oro al Trofeo Vanoni ( Morbegno), gara a staffetta - 1h37'10"[7] (in squadra con De Francesco e Varesco)

1978
- Oro alla Scalata allo Zucco ( San Pellegrino Terme) - 1h11'53"[10]

1995
- 5º alla Tre Rifugi - 2h22'47" (in squadra con Darin)